# Hans Kuschke
Hans Kuschke   (25 de febrer de 1914 - 30 de novembre de 2003) fou un remer alemany que va competir durant les dècades de 1930 i 1940.
El 1936 va prendre part en els Jocs Olímpics de Berlín, on guanyà la medalla de bronze en la prova del vuit amb timoner del programa de rem.